# Huszajn Fahri Pasa
Huszajn Fahri Pasa (arab írással حسين باشا فخري, tudományos átiratban Ḥusayn bāšā Faḫrī, Kairó, 1843 – 1920) cserkesz származású egyiptomi politikus, az Egyiptomi Alkirályság igazság-, közmunka- és oktatásügyi minisztere, rövid ideig miniszterelnök volt. Egyiptom történetének leghosszabb ideig hivatalt viselő minisztere volt: 1894 áprilisától 1908 novemberéig vezette a közmunka- és közoktatásügyi tárcát.

## Életútja
Apja, Dzsaafar Szádik Pasa magas rangú katonatiszt volt. Az előkelőségek fiai számára fenntartott Emíri Iskolában tanult. 1863-ban helyezkedett el, először egy kormányzóságnál, majd a külügyminisztériumban. 1868-ban Párizsba küldték diplomáciai megbízással, és apja kérésére ott is maradt tanulni. 1874-ben tért haza, ekkor az igazságügyi tárcában kapott állást, majd a kevert bíróságon lett ügyész. 1879–1881 között Musztafa Rijád Pasa kormányában igazságügy-miniszter volt, ilyen minőségben számos törvény megalkotásában részt vett: vezetésével készült el a kormányzati törvény, a választójogi törvény és a hagyományos saría-bíróságok szabályozása. Az utóbbiért felelős bizottság munkálatai az Urábi-felkelés és Rijád Pasa 1881 szeptemberében történt leváltása miatt megszakadtak. 1881 novemberében az alexandriai Mína l-Baszal bankja igazgatótanácsának élére került, majd 1882 augusztusában Muhammad Saríf Pasa Alexandriában, brit védelem alatt felállt kormányában újra az igazságügyi tárca felelőse lett, és folytatta a félbeszakadt reformokat, kiterjesztve a bírósági szervezetet Felső-Egyiptomban is. 1884 januárjáig volt posztján, ezután a kormány Párizsba küldte a Szuezi-csatornával kapcsolatos tárgyalásokra.
1888 júniusától 1891 májusáig Musztafa Rijád Pasa új kormányában közmunkaügyi miniszter lett, közben összetűzésbe került a bíróságok felügyeletére kinevezett brit tisztviselővel, John Scott-tal. Ezután igazságügy-miniszterként átkerült Musztafa Fahmi Pasa 1893 januárjáig működő kormányában. 1893. január 15-én ő maga alakított kormányt II. Abbász egyiptomi alkirály megbízásából, de a Scott-tal való összetűzése miatt a megszálló brit hatóságok már január 18-án kikényszerítették a leváltását.

### Tizennégy év a közmunkák és oktatás élén
1894 áprilisától 1895 novemberéig közmunka- és közoktatásügyi miniszterként tevékenykedett Núbár Pasa kormányában; tárcáját Musztafa Fahmi Pasa új kormányában is megőrizte, egészen annak 1908 novemberében bekövetkezett lemondásáig. Hosszú minisztersége alatt bevezette a hitoktatást a tantervbe (1898), továbbá támogatást biztosított az elemi oktatás java részét biztosító Korán-iskolák (kuttáb) számára. A leányoktatást támogatása érdekében az iskolák számára a fiúk után kapott összeg kétszeresére növelték a lánydiákok után járó támogatást. Gondoskodott a sokszor rossz állapotú iskolaépületek felújításáról és újjáépítéséről; némelyik, az irányítása alatt elkészült épület máig áll (pl. a gízai Szaídijja katonai iskola, illetve a kairói Szunnijja leányiskola). A minisztersége alatt indult be a tanítónők képzése. Közmunkaügyi miniszterként ő felelt az Egyiptomi Múzeum (1902) és az Egyiptomi Nemzeti Könyvtár (1903), valamint a főbíróság épületének felépítéséért. A Nílus szabályozásában és öntözésében is nagy eredményeket ért el: Asszuánban víztározót, Assziutban gátat építtetett, továbbá több híd (pl. Esznában és Zeftában) és vízlépcső épült minisztersége alatt.
Tagja volt az Egyiptomi Tudományos Akadémiának, a Földrajzi Társaságnak, a Régiségek Bizottságának és az Arab Emlékek Védelmi Bizottságának.